# Districtul Mueang Songkhla
Mueang Songkhla (thailandeză เมืองสงขลา) este districtul capitală (Amphoe Mueang) al Provinciei Songkhla, în Thailanda de sud.

## Geografie

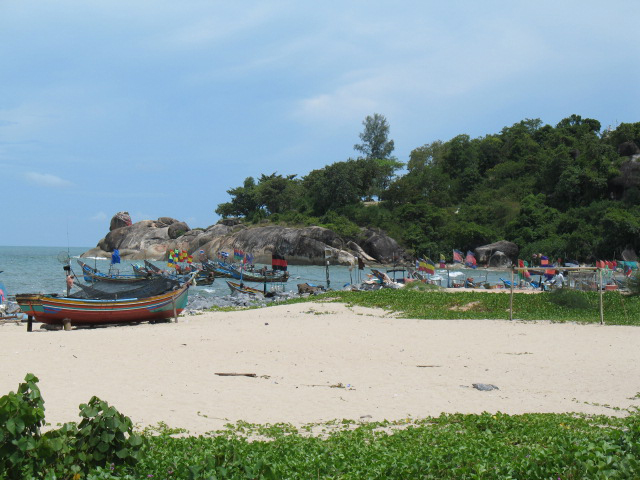
Sat de pescuit în tambon-ul Bo Yang

Districtele vecine sunt amphoe-ul Chana, amphoe-ul Na Mom, amphoe-ul Hat Yai și amphoe-ul Singhanakhon al Provinciei Songkhla. La est este Golful Thailandei.
In partea nordica a districtului este Lacul Songkhla.

## Istorie
Numele Songkhla este actual corupția thailandeză al Singgora, numele său original însemnând 'orașul leilor' în limba malaeză. Acesta se referă la un munte în formă de leu în apropierea orașului Songkhla.

## Administrație
Districtul este subdivizat în 6 subdistricte (tambon), care sunt subdivizate în 46 sate (muban). Orașul (thesaban nakhon) Songkhla încojoară tambon-ul Bo Yang. Sunt ulterior 5 organizații administrative ale tambonului.
| Număr | Nume           | Thailandeză | Sate | Locuitori |  |
| ----- | -------------- | ----------- | ---- | --------- |  |
| 1.    | Bo Yang        | บ่อยาง       | -    | 74,875    |  |
| 2.    | Khao Rup Chang | เขารูปช้าง    | 10   | 38,662    |  |
| 3.    | Ko Taeo        | เกาะแต้ว     | 9    | 10,608    |  |
| 4.    | Phawong        | พะวง        | 8    | 24,130    |  |
| 5.    | Thung Wang     | ทุ่งหวัง       | 10   | 10,343    |  |
| 6.    | Ko Yo          | เกาะยอ      | 9    | 4,454     |  |

.